# Lhasa Tsuglagkhang

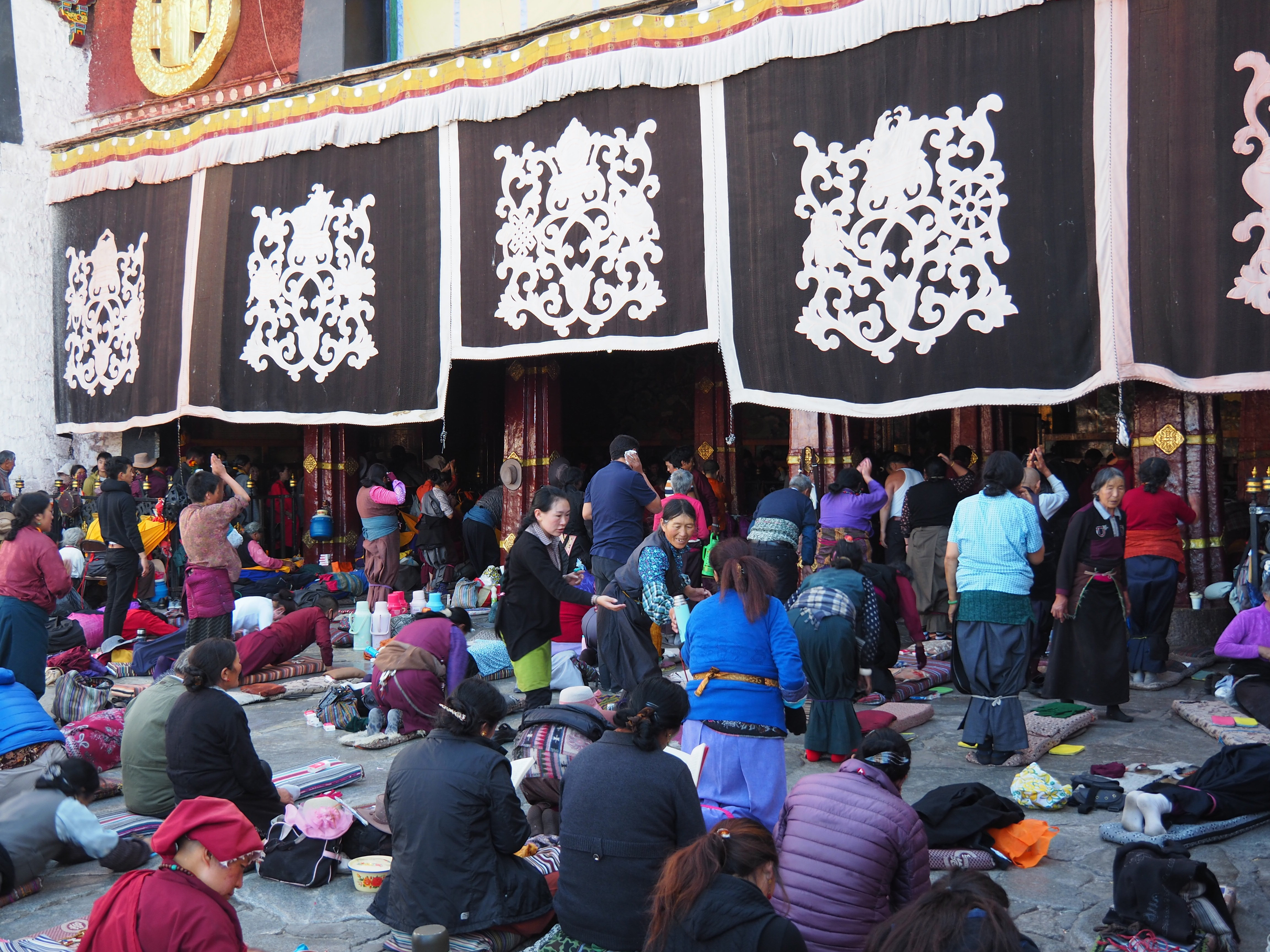
Jokhang 2015

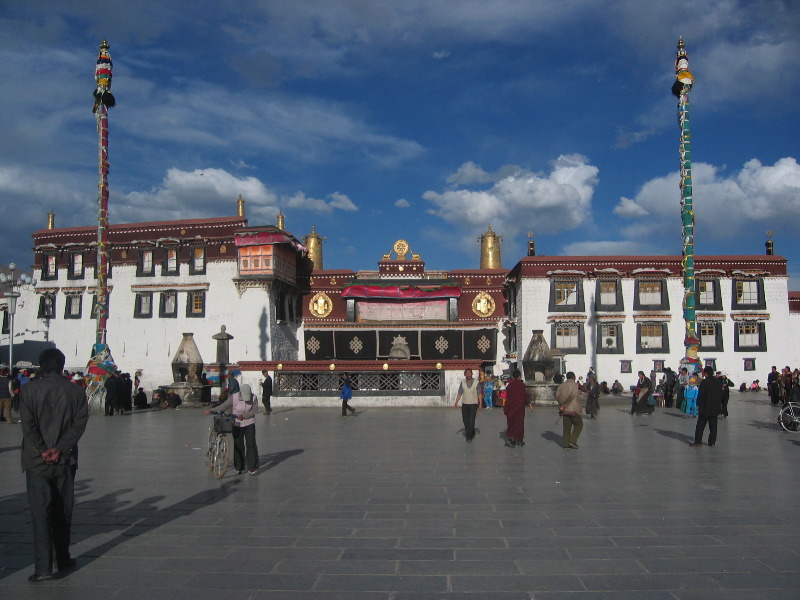
Jokhang 2014

Lhasa Tsuglagkhang (tib.: lha sa gtsug lag khang), frei übersetzt das „Heiligtum von Lhasa“, ist die bedeutendste religiöse Stätte des tibetischen Buddhismus.

## Geschichte
Die Keimzelle des Lhasa Tsuglagkhang ist der Jokhang (tib.: jo khang), der mit dem Jowo Rinpoche (tib.: jo bo rin po che) die bedeutendste Statue Tibets enthält.
Um die Wende zum 14. Jahrhundert war es Tsongkhapa Losang Dragpa (tib.: btsong kha pa blo bzang grags pa) (1357–1419), der Gründer der Gelbmützenschule, der diese Stätte in Kenntnis ihrer einzigartigen historischen Bedeutung wieder zum Mittelpunkt der tibetisch-buddhistischen Welt machte, indem er die bis dahin vermutlich noch vergleichsweise kleine Stätte zu einer umfangreichen Anlage ausbauen ließ. So wurde der zu dieser Zeit vermutlich schon mit einigen Nebenkapellen ausgestattete Jokhang in eine dreistöckige, mit zahlreichen Kapellen versehene Tempelanlage ausgebaut, die entsprechend ihrer Lage und Bedeutung als Lhasa Tsuglagkhang bekannt wurde.
Diese Stätte bildete das Zentrum der von den Gelug-Anhängern fortan begangenen umfangreichen, sich etwa drei Wochen lang hinziehenden Neujahrfeiern, die unter der Bezeichnung Mönlam Chenmo (tib.: smon lam chen mo) bekannt geworden sind. Vergeben wurde während dieser Feierlichkeiten vor den Augen der gelehrtesten Gelug-Mönche und -Lamas der Titel des Geshe Lharampa (tib.: dge bshes lha ram pa), eine Art „Doktor der Philosophie“, der alljährlich nur ganz wenigen zuteilwurde. Diese Feierlichkeiten wurden bis zur Mitte des 20. Jahrhunderts nahezu ununterbrochen durchgeführt. Sie endeten stets mit einer Prozession, bei der eine als besonders segensvoll erachtete, im Lhasa Tsuglagkhang stehende Statue des Maitreya über den Barkhor getragen wurde. Die Fotos, die Reisende in der ersten Hälfte des 20. Jahrhunderts vom Großen Gebet machten, zählen zu den eindrucksvollsten Fotos Tibets. Ernst Schäfer hat eine detaillierte Beschreibung des Festes hinterlassen, das in ganz Lhasa durch zahlreiche Veranstaltungen ergänzt wurde.
Umgeben wird der Lhasa Tsuglagkhang, der das Zentrum des alten Lhasa bildete, von einigen kleineren religiösen Stätten wie dem Meru Nyingpa (tib.: me ru rnying pa). Gemeinsam bilden sie das Zentrum des Barkhor, des sogenannten „Mittleren Umrundungsweges“.